# Don Stark
Donald "Don" Stark (født 5. juli 1954) er en amerikansk skuespiller og komiker.